# El Cairo Airport
El Cairo Airport är en flygplats i Bolivia.   Den ligger i departementet Beni, i den norra delen av landet, 600 km norr om huvudstaden Sucre. El Cairo Airport ligger 159 meter över havet.
Terrängen runt El Cairo Airport är mycket platt. Trakten runt El Cairo Airport är nära nog obefolkad, med mindre än två invånare per kvadratkilometer..
Omgivningarna runt El Cairo Airport är huvudsakligen savann.